# إيمانويل فابري
إيمانويل فابري (بالإنجليزية: Emanuel Fabri)‏ هو مدرب كرة قدم ولاعب كرة قدم مالطي في مركز الوسط، ولد في 16 ديسمبر 1952 في مالطا. شارك مع منتخب مالطا لكرة القدم. أما مع النوادي، فقد لعب مع سلايما واندريرز.

## وصلات خارجية
- إيمانويل فابري على موقع الاتحاد الأوربي (الإنجليزية)
- إيمانويل فابري على موقع قاعدة بيانات كرة القدم.إي يو (الإنجليزية)
- إيمانويل فابري على موقع ناشيونال فوتبول تيمز (الإنجليزية)
- إيمانويل فابري على موقع عالم كرة القدم.نت (الإنجليزية)